# Promoção da saúde
Promoção da saúde consiste em políticas, planos e programas de saúde pública com ações voltadas em evitar que as pessoas se exponham a fatores condicionantes e determinantes de doenças, a exemplo dos programas de educação em saúde que se propõem a ensinar a população a cuidar de sua saúde. Além disso, incentiva condutas adequadas à melhoria da qualidade de vida, distinguindo-se da atenção primária ou ações da medicina preventiva que identificam precocemente o dano e ou controlam a exposição do hospedeiro ao agente causal em um dado meio-ambiente.
No dia 30 de março de 2006, foi aprovada a Política Nacional de Promoção a Saúde (PNPS), pela portaria de número 687, que validou o compromisso da atual gestão do Ministério da Saúde na ampliação das ações de promoção, nos serviços e na gestão do Sistema Único de Saúde (SUS). Constituindo um instrumento de fortalecimento e implantação de ações transversais, integradas e intersetoriais que objetivam o diálogo entre as diversas áreas do setor sanitário, governamental, privado e sociedade geral, para compor redes de compromisso em que todos auxiliem na proteção e no cuidado com a vida.
Devido as novas demandas e necessidades da população, no ano de 2014, o Ministério da Saúde redefiniu a Política Nacional de Promoção da Saúde.
Segundo Arouca  cada um desses elementos é determinado por um conjunto de características que lhe são atribuídas, na "Historia Natural da Doença", como, por exemplo, em relação à história natural da sífilis adquirida: sendo os determinantes sociais ou condicionantes. 
- Fatores do Agente - características biológicas, pré requisitos de unidade, baixa resistência;[4]
- Fatores do Ambiente - geografia, clima, instabilidade familiar, baixo ingresso, moradia, facilidades inadequadas de recreação, facilidades diagnósticas; personalidade, ética e educação sexual, promiscuidade, profilaxia.[4]

O modelo teórico de explicação/intervenção denominado promoção da saúde substitui (redefinindo) aquele modelo triádico agente-
hospedeiro-ambiente (tido como ecológico) por um esquema quadripolar constituído por: biologia humana, ambiente, estilo de vida e sistema de serviços de saúde  mais eficaz sobretudo para "dar conta" da elevação das doenças crônicas  - degenerativas ou não - transmissíveis que caracterizam o mundo moderno.

## Contexto histórico
No período de Guerra Fria, com o final da guerra, os países capitalistas e soviéticos estavam disputando entre o mesmo e o avanço tecnológico e o desenvolvimento de suas nações. Para isso, ocorriam várias conferências internacionais para discutirem problemas mundiais e estratégias para melhorar o desenvolvimento dos países.
Em uma dessas conferências, em específico a de Alma Ata perceberam a necessidade da saúde no desenvolvimento de qualquer nação. Não há uma nação desenvolvida sem ter uma saúde desenvolvida. O conceito de promoção à saúde foi definido como uma etapa a ser focado na prevenção da doença; esse cuidado proposto na declaração de Alma Ata é o provedor da saúde, com isso um novo conceito foi atentado aos condicionantes da saúde publica e a atenção básica. 
A partir das conferências mundiais de saúde foram delimitados objetivos para a equidade da saúde mundial e também ações para a prevenção de doenças de acordo com as localidades e com ênfase em doenças endêmicas, portanto a partir das influências mundiais, no Brasil ocorreram por parte do governo incentivos maiores para o combate de doença e com maior prioridade a atenção básica em saúde.
Pós à declaração de Alma Ata criou-se base para as Politicas Públicas que são o aparato civil da preservação dos Direitos Humanos.
O principal documento, pós "Declaração de Alma-Ata" (1978), com essas recomendações surgiu na Primeira Conferência Internacional Sobre Promoção da Saúde realizada em novembro de 1986 em Ottawa, Canadá. onde a promoção da saúde foi definida como: o processo de capacitação da comunidade para atuar na melhoria de sua qualidade de vida e saúde, incluindo uma maior participação no controle deste processo. Para atingir um estado de completo bem-estar físico, mental e social os indivíduos e grupos devem saber identificar aspirações, satisfazer necessidades e modificar favoravelmente o meio ambiente. A saúde deve ser vista como um recurso para a vida, e não como objetivo de viver. Nesse sentido, a saúde é um conceito positivo, que enfatiza os recursos sociais e pessoais, bem como as capacidades físicas. Assim, a promoção da saúde não é responsabilidade exclusiva do setor saúde, e vai para além de um estilo de vida saudável, na direção de um bem-estar global.
Observe-se a ênfase no sujeito coletivo - a comunidade e a "criação" (implícita) do conceito de empodeiramento (empowerment) como requisito de sua atuação para melhoria de sua qualidade de vida e saúde. Após essa conferência se sucederam algumas outras conferências internacionais sobre a "promoção da saúde" com contribuições específicas para as dificuldades encontradas seja na organização das comunidades (responsabilidade individual e social), nos instrumentos e condições para modificações do meio - ambiente como na administração dos recursos disponíveis para serviços de saúde.
Rabello  assinala ainda que a promoção da saúde é uma proposta pública mundial contemporânea na saúde pública disseminada pela Organização Mundial da Saúde desde 1984, constituindo-se como um novo paradigma e que este se contrapõe ao modelo flexeneriano que se expressa através do individualismo (atenção individual), da especialização, da tecnologização e do curativismo na atenção à saúde, predominantes, até então, nas práticas de saúde.
No Brasil, as ações para promoção da saúde emergiram como desdobramento do esforço para a qualificação do Sistema Único de Saúde (SUS) e do debate sobre as relações entre iniquidades sociais, democracia, desenvolvimento humano e saúde no campo da saúde coletiva.
No Brasil, mesmo não oferecendo, na maior parte das vezes, um atendimento com a qualidade necessária para os brasileiros, o SUS ainda é um dos sistemas mais avançados, mas sua fragilidade coloca sua autenticidade política e social em risco. Para o SUS ter seu funcionamento de qualidade, depende diretamente de recursos das políticas econômicas e a insuficiência de hospitais públicos resulta no sucateamento da saúde
Seus objetivos específicos são: 
- Incorporar e implementar ações de promoção da saúde, com ênfase na atenção básica;
- Ampliar a autonomia e a co-responsabilidade de sujeitos e coletividades, inclusive o poder público, no cuidado integral à saúde e minimizar e/ou extinguir as desigualdades de toda e qualquer ordem (étnica, racial, social, regional, de gênero, de orientação sexual, entre outras);

- Promover o entendimento da concepção ampliada de saúde, entre os trabalhadores de saúde, tanto das atividades-meio, como os da atividades-fim;

- Contribuir para o aumento da resolubilidade do Sistema, garantindo qualidade, eficácia, eficiência e segurança das ações de promoção da saúde;

- Estimular alternativas inovadoras e socialmente inclusivas/contributivas no âmbito das ações de promoção da saúde;

- Valorizar e otimizar o uso dos espaços públicos de convivência e de produção de saúde para o desenvolvimento das ações de promoção da saúde;

- Favorecer a preservação do meio ambiente e a promoção de ambientes mais seguros e saudáveis;

- Contribuir para elaboração e implementação de políticas públicas integradas que visem à melhoria da qualidade de vida no planejamento de espaços urbanos e rurais;

- Ampliar os processos de integração baseados na cooperação, solidariedade e gestão democrática;
- Prevenir fatores determinantes e/ou condicionantes de doenças e agravos à saúde;

- Estimular a adoção de modos de viver não-violentos e o desenvolvimento de uma cultura de paz no País; e
- Valorizar e ampliar a cooperação do setor Saúde com outras áreas de governos, setores e atores sociais para a gestão de políticas públicas e a criação e/ou o fortalecimento de iniciativas que signifiquem redução das situações de desigualdade

As grandes prioridades da política de promoção nacional da saúde foram: 
- melhorias no sistema único de saúde;

- controle ao tabagismo, bebidas alcoólicas e drogas;
- programas voltados á promoção da atividade física;
- promoção à informação e educação em saúde.

Como toda política, a Política Nacional de Promoção à Saúde também é regida por diretrizes, são um total de seis diretrizes que estabelecem sua instituição de fato. 
- Reconhecimento dentro da promoção à saúde uma parte na qual busque a igualdade da melhoria da qualidade de vida

- Estimular o desenvolvimento de ações integrais de saúde
- Fortalecimento da participação social
- Promover mudanças na cultura organizacional
- Incentivo a pesquisa em promoção de saúde (Eficácia, eficiência, segurança e etc).
- Divulgar e informar das iniciativas da promoção de saúde

Política de Promoção a Saúde
A erradicação da violência e criação de ambientes seguros foi uma condição imposta aos formuladores de políticas de promoção à saúde face a crescente demanda por serviços de saúde ocasionados por causas externas, mais especificamente acidentes de transporte e agressões,  no modo de adoecer e morrer de das populações. Pode se considerado um do marcos dessa inclusão o "Plano de Ação Regional para Promoção da Saúde" (CD 37.R14, 1993) da OPAS, 1994 inserindo tais ações no âmbito do fortalecimento dos sistemas de vigilância com incorporação de informação social e de risco comportamental trabalhando na perspectiva de construir (transformar) municípios e cidades saudáveis

## Modelo de Resultados da Promoção da Saúde (Nutbeam, 1999), adaptado pela UIPES/ORLA-BRASIL (2003)
Educação Ênfase no processo educativo (valores, princípios, métodos, técnicas) Construção compartilhada do conhecimento: valorização dos diferentes saberes: técnicocientífico e popular. Metodologias participativas. Educação popular, Educação ambiental, Educação em saúde, em distintos cenários. Interação com os meios de comunicação. Estímulo ao desenvolvimento da cidadania.
Mobilização social Sensibilização e mobilização da sociedade. Participação social. Interesse social e controle social. Apoio a processos de organização social. Construção de parcerias. Programas intersetoriais. Definição de condições determinantes psicossociais (âmbito institucional) e contextuais (âmbito políticoeconômico-social). Assessoramento técnico.
Advocacia Vontade política. Defesa pública de programas, propostas, pleitos. Divulgação e defesa através dos meios de comunicação, publicações, seminários, congressos, etc. Contatos com autoridades. Lobby e ativismo.
Resultados da promoção da saúde (medidas de impacto das intervenções)
Desenvolvimento de habilidades. pessoais e sociais Resgate/construção de autoconhecimento e autoestima. Novas motivações e interesses. Autonomia pessoal. Exercício da cidadania (no sentido de exercitar). Atitudes e comportamentos participativos.
Ação e influência sociais Planejamento participativo em programas e ações. Processos de controle social: empoderamento da comunidade. Participação comunitária ou em movimentos sociais. Formação de opinião pública.
Políticas públicas saudáveis e práticas organizativas Declarações políticas, legislação, regulamentação (ex. limitação do acesso ao fumo, álcool e drogas; políticas habitacionais, de educação e saúde, etc). Destinação de recursos. Práticas organizativas efetivas (viabilizadas, concretizadas, aprimoradas).
Resultados intermediários sociais e de saúde (determinantes de saúde modificáveis)
Estilos de vida saudáveis Exercício da cidadania (no sentido de exercer). Cuidados com a saúde e com o ambiente. Possibilidades de escolhas saudáveis: dieta, atividade física, lazer, redução do stress, redução do fumo e do consumo de álcool e drogas, práticas de autoajuda.
Serviços eficazes (públicos e outros) Prestação de serviços preventivos e públicos em geral. Ampliação do acesso a condições de vida saudável: habitação, ambiente saudável, educação, alimentos, transporte, lazer, serviços de saúde, ocupação/trabalho e geração de renda (cooperativismo). Formação de redes sociais de apoio.
Ambientes saudáveis Ambiente físico seguro. Vigilância sanitária e ambiental. Ambientes livres de tabaco, álcool e outras drogas e outros poluentes. Promoção da Saúde em distintos cenários (habitação, escola, serviços, locais de trabalho, municípios). Condições econômicas e sociais que apóiem a saúde.
Resultados sociais e de saúde sustentáveis: Inclusão social, autonomia, equidade, qualidade de vida (bem estar), e redução da morbidade, das limitações em geral, da mortalidade evitável.

## Brasil
Para melhor entender a situação atual da saúde no Brasil, é importante conhecer como as demandas de saúde eram atendidas. O início das políticas públicas de saúde no país, mesmo que de forma precária, se deu com a vinda da família Real. Desde essa época, vários fatos marcaram a saúde pública. Nesse sentido, o objetivo deste breve ensaio é realizar um sucinto histórico da saúde pública brasileira, recordando alguns fatos importantes que foram essenciais para determinar a saúde contemporânea. 
Desta forma a Constituição Federal de 1988, formulou um novo conceito de saúde, afirmando no artigo 196 que, 
A saúde é um direito de todos e dever do Estado, garantido mediante políticas sociais e econômicas que visam à redução de risco de doenças e de outros agravos e ao acesso universal e igualitário as ações e serviços para a sua promoção e recuperação (BRASIL, 2006)
Brasil não participou da 1ª Conferência Internacional para Promoção em Saúde mas posteriormente aderiu ao proposto pela Carta de Ottawa e participou das seguintes e como confirmado por diversos autores, a partir da década de 1980 ocorreu uma intensa movimentação social em torno das políticas públicas, principalmente a de saúde, culminando com a criação do SUS - Sistema Único de Saúde aperfeiçoando-se progressivamente na direção da construção efetiva de uma estrutura governamental capaz de dar conta dessa proposição. 
Os principais marcos regulatórios da construção da saúde pública atual brasileira são a Constituição Federal de 1988 e o Projeto da Reforma Sanitária, os quais foram os responsáveis pela idealização e implantação do Sistema Único de Saúde - SUS que tornou o acesso à saúde universal para todos os cidadãos. 
Atualmente segundo Portaria nº 687 MS/GM (2006) as ações específicas a serem realizadas nas três esferas de governo (federal, estadual, municipal) são:
- Divulgar, sensibilizar e mobilizar para promoção da saúde;
- Alimentação saudável;
- Prática corporal e atividade física;
- Prevenção e controle do tabagismo;
- Redução da morbi-mortalidade em decorrência do uso abusivo do álcool e de outras drogas;
- Redução da morbi-mortalidade por acidentes de trânsito;
- Prevenção da violência e estímulo à cultura da paz;
- Promoção do desenvolvimento sustentável

Observe-se porém que a construção de um consenso e da equidade da distribuição de recursos num país continental como o Brasil, com evidentes desigualdades regionais devidas as particularidades culturais e decorrentes da sua história de desenvolvimento econômico não são contornáveis apenas com o aparelhamento jurídico - político das instituições de saúde. Através da participação da população nas decisões em fórum coletivos específicos, (conselhos de saúde, conferências de saúde, etc.) almeja-se uma transformação do estilo de vida nocivo à saúde e o enfrentamento da velada "guerra" de interesses por investimentos em modelos assistenciais específicos para conduzir as ações de saúde, estabelecer parcerias e contratos com indústria de alimentos, fármacos, entre outras, além do empoderamento e extensão das políticas de promoção da saúde (intersetorialidade) aos demais setores governamentais.
No Brasil, as ações para promoção da saúde emergiram como desdobramento do esforço para a qualificação do Sistema Único de Saúde (SUS) e do debate sobre as relações entre iniquidades sociais, democracia, desenvolvimento humano e saúde no campo da saúde coletiva.
Recentemente, no ano de 2014, foi lançada uma revisão da Política Nacional de Promoção da Saúde, contendo seis temas transversais que devem orientar o conjunto de iniciativas nacional referentes à promoção da saúde:
- Determinantes Sociais da Saúde (DSS), equidade e respeito à diversidade
- Desenvolvimento sustentável
- Redes de produção social da saúde e do cuidado
- Ambientes e territórios saudáveis
- Vida no trabalho
- Cultura da paz e direitos humanos

## Considerações Finais
Nota-se que a saúde é um direito do cidadão brasileiro, garantido pela Constituição federal de 1988, que se apresenta como conceito amplo e muito mais significante que apenas a ausência da doença, e propõe estratégias de ação para recuperação, proteção e promoção da saúde. Mas, apesar de ser mencionada a importância do sistema de se responsabilizar por estas ações, a promoção da saúde, muitas vezes, é tratada de forma superficial no Brasil, tanto em meio ao próprio setor da saúde, como em meios externos, até mesmo acadêmicos. Dessa forma, continua o desafio de monitorar e avaliar programas, além da implantação desta Política de maneira mais incisiva no país, mostrando que a Promoção da Saúde é efetiva na conclusão dos objetivos a que ela se propõe, auxiliando para a formação de indivíduos autônomos, capazes de promover mudanças na determinação social do processo saúde/doença. Portanto, a Promoção da Saúde é pensar na saúde não apenas no conceito fechado da palavra, mas pensar nas outras áreas que permeiam e interferem na vida de uma pessoa. É pensar nos aspectos sociais, seja na garantia de direitos, nas boas relações sociais, nos aspectos psíquicos, e no físico. Pois, a vida acontece simultaneamente em todas essas áreas.